# Justas
Justas ist ein litauischer männlicher Vorname (Abkürzung von Justinas).

## Namensträger
- Justas Džiugelis (* 1987), Politiker und Unternehmer, Mitglied des Seimas
- Justas Dvarionas (* 1967), Pianist und Musikpädagoge
- Justas Nugaras (* 1985), Politiker und Vizeminister für Bildung und Wissenschaft
- Justas Paleckis (1899–1980), Politiker
- Justas Vincas Paleckis (* 1942), Politiker, Diplomat und Europaparlament-Mitglied
- Justas Pankauskas (* 1983), Politiker, Vizeminister
- Justas Ruškys (* 1990), Verwaltungsjurist und Politiker, Vizeminister für Umwelt
- Justas Volungevičius (* 1985), Bahn- und Straßenradrennfahrer